# Liste der Bodendenkmale in Wangels
In der Liste der Bodendenkmale in Wangels sind die Bodendenkmale der Gemeinde Wangels nach dem Stand der Bodendenkmalliste des Archäologischen Landesamts Schleswig-Holstein von 2016 aufgelistet. Die Baudenkmale sind in der Liste der Kulturdenkmale in Wangels aufgeführt.
| Denkmal-ID           | Befundart               | Bezeichnung                                      | Zeitstellung                 | Lage | Bemerkungen           | Bild |
| -------------------- | ----------------------- | ------------------------------------------------ | ---------------------------- | ---- | --------------------- | ---- |
| aKD-ALSH-Nr. 002 280 | Befestigung > Burg      | Burg/Motte/Ringwall/Turmhügel „Die Burg“         | Mittelalter                  |      |                       |      |
| aKD-ALSH-Nr. 002 281 | Grabmal > Grabhügel     | Grabhügel                                        | Vor- und/oder Frühgeschichte |      |                       |      |
| aKD-ALSH-Nr. 002 282 | Grabmal > Grabhügel     | Grabhügel                                        | Vor- und/oder Frühgeschichte |      |                       |      |
| aKD-ALSH-Nr. 002 283 | Grabmal > Grabhügel     | Grabhügel                                        | Vor- und/oder Frühgeschichte |      |                       |      |
| aKD-ALSH-Nr. 002 284 | Grabmal > Grabhügel     | Grabhügel                                        | Vor- und/oder Frühgeschichte |      |                       |      |
| aKD-ALSH-Nr. 002 285 | Grabmal > Grabhügel     | Grabhügel                                        | Vor- und/oder Frühgeschichte |      |                       |      |
| aKD-ALSH-Nr. 002 286 | Grabmal > Grabhügel     | Grabhügel                                        | Vor- und/oder Frühgeschichte |      |                       |      |
| aKD-ALSH-Nr. 002 287 | Grabmal > Grabhügel     | Grabhügel                                        | Vor- und/oder Frühgeschichte |      |                       |      |
| aKD-ALSH-Nr. 002 288 | Grabmal > Grabhügel     | Grabhügel                                        | Vor- und/oder Frühgeschichte |      |                       |      |
| aKD-ALSH-Nr. 002 289 | Grabmal > Grabhügel     | Grabhügel                                        | Vor- und/oder Frühgeschichte |      |                       |      |
| aKD-ALSH-Nr. 002 290 | Grabmal > Grabhügel     | Grabhügel                                        | Vor- und/oder Frühgeschichte |      |                       |      |
| aKD-ALSH-Nr. 002 291 | Grabmal > Grabhügel     | Grabhügel                                        | Vor- und/oder Frühgeschichte |      |                       |      |
| aKD-ALSH-Nr. 002 292 | Grabmal > Grabhügel     | Grabhügel                                        | Vor- und/oder Frühgeschichte |      |                       |      |
| aKD-ALSH-Nr. 002 293 | Grabmal > Grabhügel     | Grabhügel                                        | Vor- und/oder Frühgeschichte |      |                       |      |
| aKD-ALSH-Nr. 002 294 | Grabmal > Langbett      | Langbett/Steinreihe                              | Neolithikum                  |      |                       |      |
| aKD-ALSH-Nr. 002 295 | Grabmal > Langbett      | Langbett/Steinreihe                              | Neolithikum                  |      |                       |      |
| aKD-ALSH-Nr. 002 296 | Grabmal > Grabhügel     | Grabhügel                                        | Vor- und/oder Frühgeschichte |      |                       |      |
| aKD-ALSH-Nr. 002 297 | Grabmal > Grabhügel     | Grabhügel                                        | Vor- und/oder Frühgeschichte |      |                       |      |
| aKD-ALSH-Nr. 002 298 | Grabmal > Langbett      | Langbett/Steinreihe                              | Neolithikum                  |      |                       |      |
| aKD-ALSH-Nr. 002 299 | Grabmal > Großsteingrab | Steinkammer                                      | Neolithikum                  |      |                       |      |
| aKD-ALSH-Nr. 002 300 | Grabmal > Grabhügel     | Grabhügel                                        | Vor- und/oder Frühgeschichte |      |                       |      |
| aKD-ALSH-Nr. 002 301 | Grabmal > Grabhügel     | Grabhügel                                        | Vor- und/oder Frühgeschichte |      |                       |      |
| aKD-ALSH-Nr. 002 302 | Grabmal > Grabhügel     | Grabhügel                                        | Vor- und/oder Frühgeschichte |      |                       |      |
| aKD-ALSH-Nr. 002 303 | Grabmal > Grabhügel     | Grabhügel                                        | Vor- und/oder Frühgeschichte |      |                       |      |
| aKD-ALSH-Nr. 002 304 | Grabmal > Grabhügel     | Grabhügel                                        | Vor- und/oder Frühgeschichte |      |                       |      |
| aKD-ALSH-Nr. 002 305 | Grabmal > Grabhügel     | Grabhügel                                        | Vor- und/oder Frühgeschichte |      |                       |      |
| aKD-ALSH-Nr. 002 306 | Grabmal > Grabhügel     | Grabhügel                                        | Vor- und/oder Frühgeschichte |      |                       |      |
| aKD-ALSH-Nr. 002 307 | Grabmal > Grabhügel     | Grabhügel                                        | Vor- und/oder Frühgeschichte |      |                       |      |
| aKD-ALSH-Nr. 002 308 | Grabmal > Grabhügel     | Grabhügel                                        | Vor- und/oder Frühgeschichte |      |                       |      |
| aKD-ALSH-Nr. 002 309 | Grabmal > Grabhügel     | Grabhügel                                        | Vor- und/oder Frühgeschichte |      |                       |      |
| aKD-ALSH-Nr. 002 310 | Grabmal > Grabhügel     | Grabhügel                                        | Vor- und/oder Frühgeschichte |      |                       |      |
| aKD-ALSH-Nr. 002 311 | Grabmal > Grabhügel     | Grabhügel                                        | Vor- und/oder Frühgeschichte |      |                       |      |
| aKD-ALSH-Nr. 002 312 | Grabmal > Grabhügel     | Grabhügel                                        | Vor- und/oder Frühgeschichte |      |                       |      |
| aKD-ALSH-Nr. 002 313 | Grabmal > Grabhügel     | Grabhügel                                        | Vor- und/oder Frühgeschichte |      |                       |      |
| aKD-ALSH-Nr. 002 314 | Grabmal > Grabhügel     | Grabhügel                                        | Vor- und/oder Frühgeschichte |      |                       |      |
| aKD-ALSH-Nr. 002 315 | Grabmal > Grabhügel     | Grabhügel                                        | Vor- und/oder Frühgeschichte |      |                       |      |
| aKD-ALSH-Nr. 002 316 | Grabmal > Grabhügel     | Grabhügel                                        | Vor- und/oder Frühgeschichte |      |                       |      |
| aKD-ALSH-Nr. 002 317 | Grabmal > Grabhügel     | Grabhügel                                        | Vor- und/oder Frühgeschichte |      |                       |      |
| aKD-ALSH-Nr. 002 318 | Grabmal > Grabhügel     | Grabhügel                                        | Vor- und/oder Frühgeschichte |      |                       |      |
| aKD-ALSH-Nr. 002 319 | Grabmal > Grabhügel     | Grabhügel                                        | Vor- und/oder Frühgeschichte |      |                       |      |
| aKD-ALSH-Nr. 002 320 | Grabmal > Grabhügel     | Grabhügel                                        | Vor- und/oder Frühgeschichte |      |                       |      |
| aKD-ALSH-Nr. 002 321 | Grabmal > Grabhügel     | Grabhügel                                        | Vor- und/oder Frühgeschichte |      |                       |      |
| aKD-ALSH-Nr. 002 322 | Grabmal > Grabhügel     | Grabhügel                                        | Vor- und/oder Frühgeschichte |      |                       |      |
| aKD-ALSH-Nr. 002 323 | Grabmal > Grabhügel     | Grabhügel                                        | Vor- und/oder Frühgeschichte |      |                       |      |
| aKD-ALSH-Nr. 002 324 | Grabmal > Grabhügel     | Grabhügel                                        | Vor- und/oder Frühgeschichte |      |                       |      |
| aKD-ALSH-Nr. 002 325 | Grabmal > Grabhügel     | Grabhügel                                        | Vor- und/oder Frühgeschichte |      |                       |      |
| aKD-ALSH-Nr. 002 326 | Grabmal > Grabhügel     | Grabhügel                                        | Vor- und/oder Frühgeschichte |      |                       |      |
| aKD-ALSH-Nr. 002 327 | Grabmal > Grabhügel     | Grabhügel                                        | Vor- und/oder Frühgeschichte |      |                       |      |
| aKD-ALSH-Nr. 002 328 | Befestigung > Burg      | Burg/Motte/Ringwall/Turmhügel „Döhnsdorfer Burg“ | Mittelalter                  |      |                       |      |
| aKD-ALSH-Nr. 002 329 | Grabmal > Grabhügel     | Grabhügel                                        | Vor- und/oder Frühgeschichte |      |                       |      |
| aKD-ALSH-Nr. 002 330 | Grabmal > Langbett      | Langbett/Steinreihe                              | Neolithikum                  |      |                       |      |
| aKD-ALSH-Nr. 002 331 | Grabmal > Langbett      | Langbett/Steinreihe                              | Neolithikum                  |      |                       |      |
| aKD-ALSH-Nr. 002 332 | Grabmal > Langbett      | Langbett/Steinreihe                              | Neolithikum                  |      |                       |      |
| aKD-ALSH-Nr. 002 333 | Grabmal > Grabhügel     | Grabhügel                                        | Vor- und/oder Frühgeschichte |      |                       |      |
| aKD-ALSH-Nr. 002 334 | Grabmal > Grabhügel     | Grabhügel                                        | Vor- und/oder Frühgeschichte |      |                       |      |
| aKD-ALSH-Nr. 002 335 | Grabmal > Langbett      | Langbett/Steinreihe                              | Neolithikum                  |      |                       |      |
| aKD-ALSH-Nr. 002 336 | Grabmal > Grabhügel     | Grabhügel                                        | Vor- und/oder Frühgeschichte |      |                       |      |
| aKD-ALSH-Nr. 002 337 | Grabmal > Grabhügel     | Grabhügel                                        | Vor- und/oder Frühgeschichte |      |                       |      |
| aKD-ALSH-Nr. 002 338 | Grabmal > Langbett      | Langbett/Steinreihe                              | Neolithikum                  |      |                       |      |
| aKD-ALSH-Nr. 002 339 | Grabmal > Großsteingrab | Steinkammer                                      | Neolithikum                  |      |                       |      |
| aKD-ALSH-Nr. 002 340 | Grabmal > Großsteingrab | Steinkammer                                      | Neolithikum                  |      |                       |      |
| aKD-ALSH-Nr. 002 341 | Befestigung > Burg      | Burg/Motte/Ringwall/Turmhügel „Schlottbarg“      | Mittelalter                  |      |                       |      |
| aKD-ALSH-Nr. 002 342 | Grabmal > Langbett      | Langbett/Steinreihe                              | Neolithikum                  |      |                       |      |
| aKD-ALSH-Nr. 002 343 | Grabmal > Grabhügel     | Grabhügel                                        | Vor- und/oder Frühgeschichte |      |                       |      |
| aKD-ALSH-Nr. 002 344 | Grabmal > Grabhügel     | Grabhügel                                        | Vor- und/oder Frühgeschichte |      |                       |      |
| aKD-ALSH-Nr. 002 345 | Siedlung                | Siedlung/Haus/Hof                                | Vorgeschichte                |      | Siedlungen und Gräber |      |